# 田老真崎海岸インターチェンジ
田老真崎海岸インターチェンジ（たろうまさきかいがんインターチェンジ）は、岩手県宮古市にある三陸沿岸道路（宮古田老道路）のインターチェンジである。久慈方面のみ出入り可能のハーフインターチェンジである。

## 歴史
- 2018年（平成30年）
  - 3月6日 : IC名称が「田老第2IC（仮称）」から「田老真崎海岸IC」に正式決定[1]。
  - 3月21日 : 田老真崎海岸IC - 岩泉龍泉洞IC間開通に伴い、供用開始[1][2]。
- 2020年（令和2年）7月12日 : 宮古中央IC/JCT - 田老真崎海岸IC間開通[3]。

## 道路

### 本線
- E45 三陸沿岸道路（宮古田老道路・52番）

### 接続する道路
- 直接接続
  - 国道45号

## 料金所
無料区間のため、設置されていない。

## 周辺
- 真崎海岸

## 形状
ランプウェイは片方向ダイヤモンド型。また、付近には下り線（久慈方面）に追越車線が設置されている。

## 隣
E45 三陸沿岸道路（宮古田老道路）
(51) 田老南IC - (52) 田老真崎海岸IC - (53) 田老北IC
- 当ICから仙台方面は利用できない。